# Super Bear Studios
O Super Bear Studios era um estúdio de gravação localizado em Berre-les-Alpes, nos Alpes Marítimos, na França.
Era um antigo restaurante comprado por um compositor britânico, e transformado em estúdio de arte pela empresa Eastlake Audio.
Super Bear ofereceu suas instalações para os artistas, bem como um campo de tênis e uma piscina. O estúdio foi inaugurado em 1978 e tornou-se muito popular devido à sua estrutura e custo-benefício. Artistas internacionalmente conhecidos, como Queen (Jazz), Paul McCartney (Tug of War), Elton John (21 at 33) e Pink Floyd (The Wall) gravaram discos neste estúdio. No entanto, um incêndio florestal destruiu o edifício em 1986. Reconstruído depois, a casa tornou-se uma uma pousada. Alguns artistas que gravaram no Super Bear: Queen, Richard Wright, David Gilmour, Elton John, Paul McCartney, Ringo Starr, Pink Floyd, Kate Bush, The Alan Parsons Project, Francis Cabrel e Dick Rivers.